# 3e cérémonie des MTV Fandom Awards
La 3e cérémonie des MTV Fandom Awards a eu lieu le 24 juillet 2016 à San Diego en Californie.
Les prix récompensent les personnalités et des œuvres des mondes de la musique, de la télévision, du cinéma et autres, en se basant sur leur popularité auprès des fans.
Les premières nominations sont annoncées le 8 juillet 2016.

## Performances
- Kent Jones - “Don’t Mind”
- Krewella - “Broken Record”

## Palmarès
Les lauréats sont indiqués ci-dessous dans chaque catégorie et en caractères gras.

### Fandom of the year
★Teen Wolf

### Animation fandom of the year
★“Steven Universe”
- “Adventure Time”
- “Souvenirs de Gravity Falls”
- Vice-versa
- “Rick et Morty”
- Zootopie

### Bandom of the year
★5 Seconds of Summer
- The 1975
- All Time Low
- Panic! At the Disco
- Pierce the Veil
- Twenty One Pilots

### Fan freakout of the year
★“The 100” – RIP Lexa
- “Game of Thrones” – Résurrection de Jon Snow
- “Mr. Robot” – Mr. Robot revealed
- “The Walking Dead” – Glenn’s Death Scare
- “Pretty Little Liars” – Spencer et Caleb Hook Up
- Star Wars, épisode VII : Le Réveil de la Force – Death Of A Legend

### Best new fandom of the year
★Shadowhunters
- Hamilton
- Jessica Jones
- “Mr. Robot”
- “Scream”
- Suicide Squad

### Best revival fandom of the year
★Harry Potter / Harry Potter et l'Enfant maudit et Les Animaux fantastiques
- “Alerte à Malibu” (Series) / Baywatch : Alerte à Malibu (Film)
- “Gilmore Girls” / “Gilmore Girls : Une nouvelle année”
- “High School Musical” / “High School Musical 4”
- “La Fête à la maison” / “La Fête à la maison : 20 ans après”
- “The X-Files”

### Ship of the year
★“Arrow” – “Olicity” (Oliver + Felicity)
- Captain America: Civil War – “Stucky” (Steve + Bucky)
- Star Wars, épisode VII : Le Réveil de la Force – “Stormpilot” (Finn + Poe)
- “Teen Wolf” – “Stydia” (Stiles + Lydia)
- “The 100” – “Clexa” (Clarke + Lexa)
- “Flash” – “Westallen” (Iris West + Barry Allen)
- Shadowhunters – “Malec” (Magnus Bane + Alec Lightwood)

### Fandom of the year - Movies
- Captain America: Civil War
- Deadpool
- Hunger Games : La Révolte, partie 1
- Agents très spéciaux : Code UNCLE
- Le Labyrinthe : La Terre brûlée
- Star Wars, épisode VII : Le Réveil de la Force
- X-Men: Apocalypse

### Fandom of the year - TV comedies
- “Broad City”
- “Crazy Ex-Girlfriend”
- “Philadelphia ”
- “New Girl”
- “Orange is the New Black”
- “Silicon Valley”
- “Unbreakable Kimmy Schmidt”
- “Younger”

### Fandom of the year - TV dramas
- “Arrow”
- “Flash”
- “Game of Thrones”
- “Pretty Little Liars”
- “Supernatural”
- “Teen Wolf”
- “The Walking Dead”
- “The 100”

### Fandom of the year - Video games
- Dragon Age – Dragon Age: Inquisition
- Fallout – Fallout 4
- Fire Emblem Fates
- League of Legends
- The Legend of Zelda – The Legend of Zelda: Tri Force Heroes
- Pokémon – Pokkén Tournament
- Undertale
- World of Warcraft